# Bad Bevensen
Bad Bevensen est une ville de Basse-Saxe en Allemagne.

## Géographie
Bad Bevensen est située le long de l’Ilmenau et du canal latéral à l'Elbe.
La ville est située dans la Lande de Lunebourg.

## Galerie photos

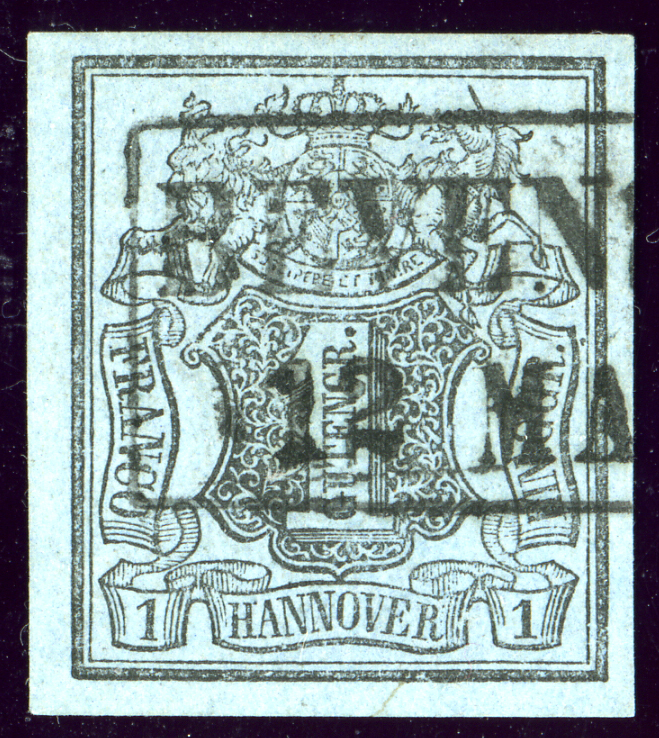
BEVENSEN dans le Royaume de Hanovre en 1850
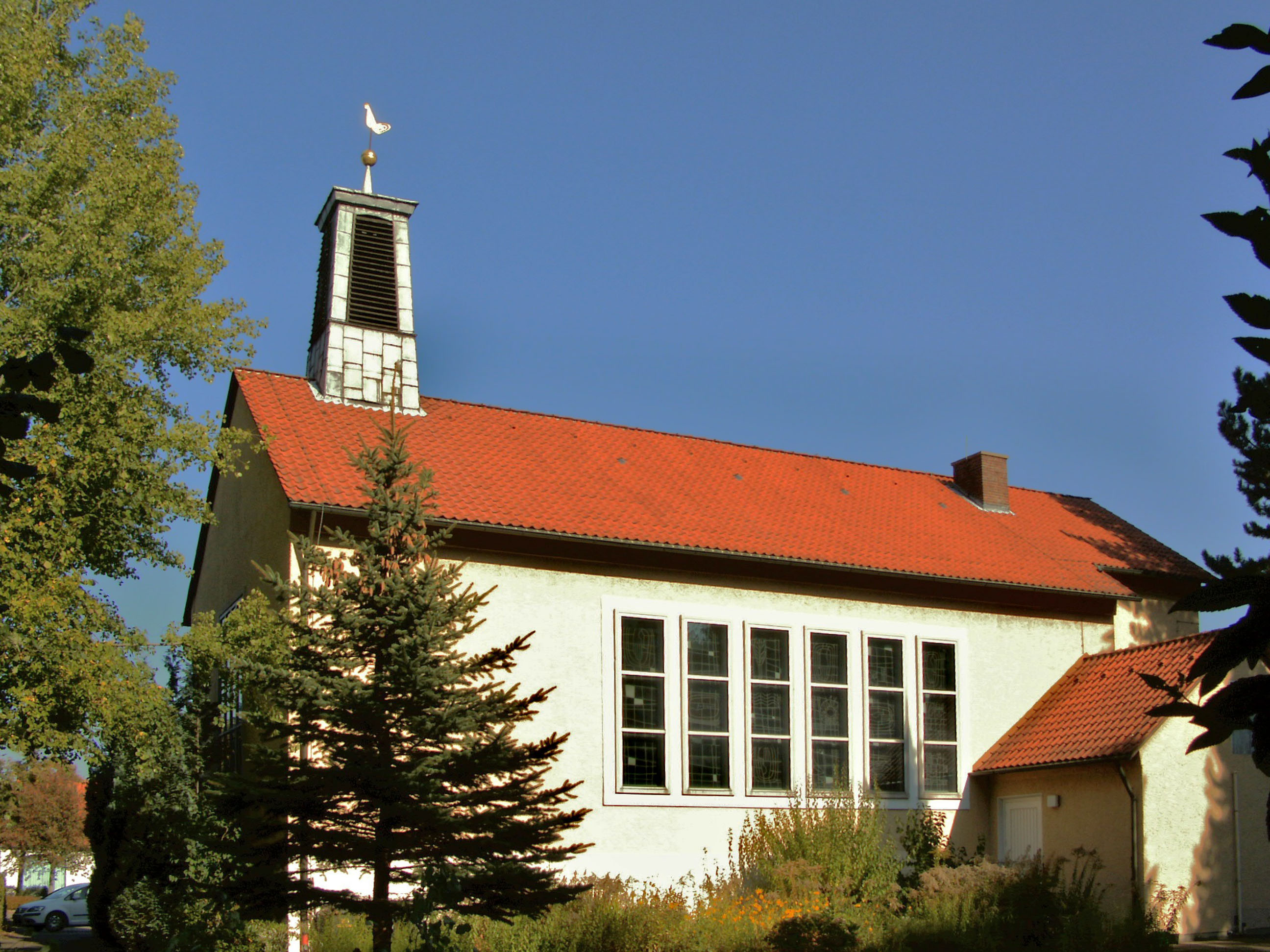
L'église catholique
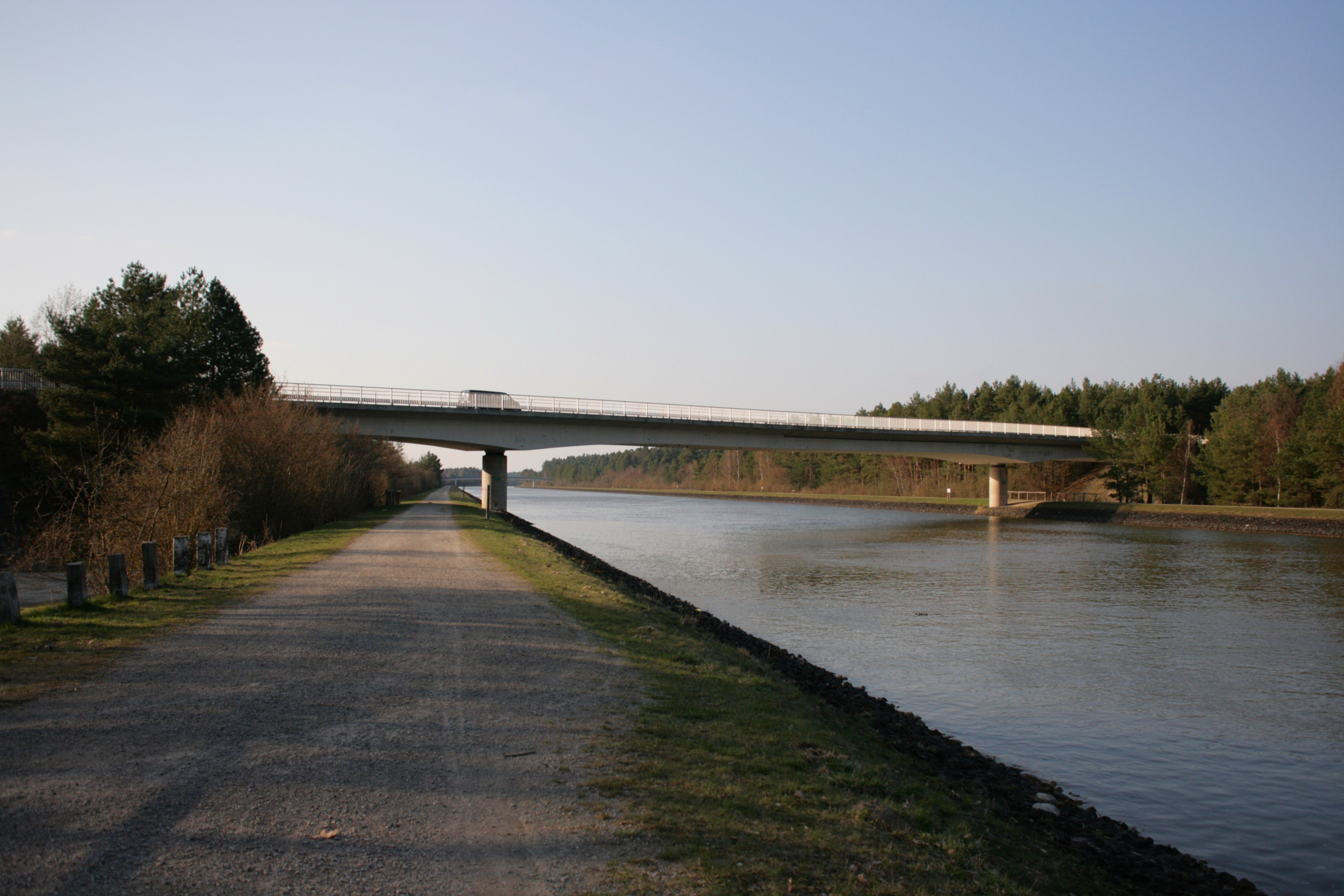
Pont sur le canal latéral de l'Elbe